# Thomas Tipton (Sänger)
Thomas Tipton (* 18. November 1926 in Wyandotte, Michigan, USA; † 22. September 2007 in München) war ein US-amerikanischer Opernsänger (Bariton) und Schauspieler.

## Leben
Der Sohn einer polnischen Einwandererfamilie gewann in Detroit einen Gesangswettbewerb, was ihn zu einem Engagement an die New York City Opera führte, wo er 1951 in der Oper Die alte Jungfer und der Dieb unter der Regie von Gian Carlo Menotti debütierte. Mitte der 1950er Jahre kam er mit einem Fulbright-Stipendium nach Europa, wo er an der Münchner Musikhochschule studierte.
Nachdem seine Karriere in München begonnen hatte, wurde Tipton am Nationaltheater Mannheim, dem Staatstheater Stuttgart und erneut an der Bayerischen Staatsoper in München engagiert. International wurde der Bariton durch Auftritte in Bayreuth, Salzburg, London und New York bekannt. Er wurde mit dem Titel Kammersänger ausgezeichnet.
Tipton erreichte auch als Schauspieler Bekanntheit durch Rollen in der Fernsehserie Kir Royal und im Kinofilm Schtonk.
Thomas Tipton starb im September 2007 an den Folgen eines Blutgerinnsels. Seine letzte Ruhestätte befindet sich auf dem Nordfriedhof in München.
Er war mit Ruth Tipton verheiratet (* 1946).